# Rivière la Pêche (vattendrag i Kanada, lat 52,25, long -78,43)
Rivière la Pêche är ett vattendrag i Kanada.   Det ligger i provinsen Québec, i den östra delen av landet, 800 km norr om huvudstaden Ottawa.
Trakten runt Rivière la Pêche är nära nog obefolkad, med mindre än två invånare per kvadratkilometer.